# Johnny de Mol
John Carel (Johnny) de Mol (Laren, 12 januari 1979) is een Nederlands acteur, zanger, diskjockey, programmamaker, ondernemer en presentator.

## Biografie
Hij is een zoon van John de Mol jr. en Willeke Alberti. Al op jonge leeftijd ontdekte De Mol de liefde voor het artiestenvak. Op zijn zesde kroop hij achter het drumstel en de piano, op zijn elfde ontdekte hij de gitaar om gedurende zijn dertiende levensjaar zijn allereerste rockband, Plain habit, op te richten. Linda de Mol is zijn tante, zij is ook bekend in de televisiewereld.
Na het behalen van zijn havodiploma werkte De Mol zo'n drie jaar achter de schermen bij een groot aantal televisieprogramma's, waaronder Het gevoel van..., de Staatsloterijshow en Goede tijden, slechte tijden. Bij deze laatste productie werd hij uiteindelijk opnameleider.

### Acteur
De Mol volgde ondertussen verschillende theaterworkshops en trad in 2000 voor de schermen. Hij gaf in Goede tijden, slechte tijden in de periode 2000/2001 gestalte aan het personage Sylvester Koetsier. Daarna volgden rollen in onder andere Baantjer (RTL 4), Spangen (TROS), All Stars (VARA) Costa! (BNN) en Bon bini beach (Yorin).
Daarnaast presenteerde De Mol in 2001 zijn eigen programma bij TMF: 100% Johnny.
In het voorjaar van 2002 speelde De Mol een bijrol in de film Oesters van Nam Kee naar het gelijknamige boek van Kees van Beijnum en onder regie van Pollo de Pimentel. Ook vertolkte hij in 2002 een rol in de internationale film Emperor's Wife.
Naast deze filmrollen was De Mol te zien als gastacteur in de dramaserie Russen (KRO) en sprak hij de stem in van het hoofdfiguur in de Disney-animatiefilm Piratenplaneet. De film ging in december 2002 in première.
In 2006 kreeg De Mol een Gouden Ui (slechtste acteur) voor zijn rol in Zwartboek. In 2012 speelt hij een hoofdrol in de serie Crimi Clowns en de bijhorende langspeelfilm Crimi Clowns: De Movie.

### Presentator
In het voorjaar van 2008 begon De Mol bij Veronica met het programma Waar is De Mol?, waarin hij met verschillende bekende Nederlanders op vakantie gaat. Inmiddels zijn er zeven seizoenen van het programma uitgezonden. Met ingang van het vijfde seizoen verhuisde dit programma naar SBS6. Inmiddels is seizoen acht op deze zender te zien.
Ook presenteerde hij in 2008 voor Veronica Down met Johnny. In 2009 werd hij genomineerd voor de Zilveren Televizier-Ster voor beste televisieman van het jaar, die Ruben Nicolai uiteindelijk won. Aan het einde van 2010 presenteerde hij Beat De Mol op Veronica. In 2011 presenteerde hij opnieuw een nieuw seizoen van Down Met Johnny, dit keer onder de naam Down met Johnny rocks!.
In de zomer van 2013 wordt bekend dat De Mol een contract heeft getekend bij RTL 4. Bij deze zender presenteerde hij SynDROOM, met hetzelfde thema als zijn programma Down Met Johnny. In 2016 en 2017 presenteerde hij de talentenjacht Holland's Got Talent. In 2015 en 2016 presenteerde hij samen met Wendy van Dijk de talentenjacht Superkids op RTL 4. Daarnaast presenteert De Mol sinds 2016 het programma De reis van je leven bij RTL 4. Ook maakte de Mol in 2017 een variant op zijn programma SynDROOM onder de naam Hotel synDROOM. In het najaar van 2018 is Johnny te zien in de nieuwe talentenjacht The Talent Project, samen met Yolanthe Sneijder-Cabau.
In 2015 won hij de Gouden Televizier-Ring voor SynDROOM. In 2013 en 2015 won Johnny de Mol de Zilveren Televizier-Ster Man.
In de zomer van 2018 werd bekend dat Johnny de overstap maakt van RTL 4 naar SBS6. In 2019 presenteerde hij het programma DanceSing. Daarnaast heeft hij Down Met Johnny terug op de tv gebracht bij SBS6. In 2020 presenteerde hij het tv-programma Restaurant Misverstand, waarin hij samen met chef-kok Ron Blaauw en Alzheimer Nederland een restaurant begint voor (jong) dementerenden om aandacht te vragen voor dementie. In 2020 presenteerde De Mol tevens samen met Wendy van Dijk de talentenjacht We Want More.
In september 2021 begon zijn talkshow HLF8. Per 27 april 2022 stopte hij tijdelijk daarmee, nadat er die week een klacht over hem was ingediend van grensoverschrijdend gedrag. Alle beschuldigingen werden door hem ontkend. De laatste aflevering die hij presenteerde was op 26 april 2022. Hij keerde terug op 20 januari 2023. Op 7 april 2023 was de laatste aflevering van deze show.
Sinds december 2024 neemt hij de televisieprogramma's van Gerard Ekdom over, die in 2024 naar Radio Veronica verhuisde met als gevolg dat hij ook moest stoppen met zijn TV-werkzaamheden voor Talpa, de eigenaar van Radio 10. Dit zijn The Tribute: Battle of the Bands en de Top 4000 Muziekquiz.

### Beschuldiging seksueel misbruik
In 2022 lopen een aantal onderzoeken na een aantal aangiftes tegen Johnny de Mol wegens seksueel misbruik en fysieke mishandeling. Eind 2020 was er al aangifte tegen hem gedaan door een ex-vriendin, Shima Kaes, wegens zware mishandeling en poging tot doodslag. Daarnaast gaat het om een melding van een vrouw die zegt dat ze een paar jaar geleden door De Mol werd gedrogeerd met GHB en daarna in een hotel seksueel door hem is misbruikt. Op 26 april kondigde Johnny de Mol aan dat hij stopt met het presenteren van het programma HLF8.
Op 6 oktober 2022 besloot het Openbaar Ministerie de aangifte door Kaes tegen De Mol te seponeren wegens gebrek aan bewijs.

### Ondernemer
In 2001 richtte hij samen met Guusje Nederhorst het internetbedrijf Glamago op. Op de bijbehorende website glamago.com hadden bijna vijftig jonge sterren, zoals Froukje de Both, Katja Schuurman, Georgina Verbaan, Winston Post en Winston Gerschtanowitz, hun eigen homepage. In 2002 stapte De Mol weer uit het project en ging zich weer meer op acteren richten.
Eind december 2004 opende De Mol als mede-eigenaar club The Mansion aan de Hobbemastraat in Amsterdam. In 2007 ging deze club failliet.

### Privé
De Mol had relaties met onder anderen Chantal Janzen, Bridget Maasland en Josje Huisman. Hij was in 2015 kortstondig verloofd met Shima Kaes.Sinds 2016 heeft hij een relatie met voormalig Kus-zangeres Anouk van Schie; in oktober 2018 huwden ze. Samen hebben zij twee zonen. Zijn vrouw heeft ook nog een dochter uit een vorige relatie met Co Rowold.

## Discografie

### Singles
| Single met eventuele hitnotering(en) in de Nederlandse Top 40 | Datum van verschijnen | Datum van binnenkomst | Hoogste positie | Aantal weken | Opmerkingen                                                                 |
| ------------------------------------------------------------- | --------------------- | --------------------- | --------------- | ------------ | --------------------------------------------------------------------------- |
| Ongelofelijk                                                  | 2001                  | 03-02-2001            | 35              | 2            | als Good Times                                                              |
| Koningslied                                                   | 19-04-2013            | 27-04-2013            | 2               | 4            | als onderdeel van Nationaal Comité Inhuldiging / Nr. 1 in de Single Top 100 |
| De glimlach van een kind                                      | 2014                  | 08-02-2014            | tip13           | -            | met Willeke Alberti / Nr. 4 in de Single Top 100                            |
| Nederland wordt kampioen!                                     | 2014                  | 24-05-2014            | tip4            | -            | met Jan Smit / Nr. 1 in de Single Top 100                                   |

| Single met hitnotering(en) in de Vlaamse Ultratop 50 | Datum van verschijnen | Datum van binnenkomst | Hoogste positie | Aantal weken | Opmerkingen                                    |
| ---------------------------------------------------- | --------------------- | --------------------- | --------------- | ------------ | ---------------------------------------------- |
| Koningslied                                          | 2013                  | 11-05-2013            | 41              | 1            | als onderdeel van Nationaal Comité Inhuldiging |

## Theater
- Onze Jeugd (2003)
- Sexual Perversity (2006)
- Romeo over Julia (2008), MTV/REP productions
- De Gelukkigste Dag (2015), naar zijn eigen idee
- Hier is de mol (2019)

## Trivia
- De Mol speelt zichzelf in de televisiereclamespotjes van UPC Nederland B.V..
- Hij zong met zijn moeder (Willeke Alberti) op 29 en 30 mei 2016 het liedje De glimlach van een kind tijdens Toppers in Concert in de Amsterdam ArenA.
- In 2017 was De Mol gastartiest bij Holland zingt Hazes in de Ziggo Dome.

- Biblioteca Nacional de España: XX1796307
- Gemeinsame Normdatei: 1128258803
- International Standard Name Identifier: 0000 0001 1436 9771
- Library of Congress Control Number: nr2005020778
- MusicBrainz: fc5ef08d-fc3a-4b5a-9d47-18c130352ff6
- Nederlandse Thesaurus van Auteursnamen: 317435566
- Virtual International Authority File: 4887367
- WorldCat: E39PBJdGRK8tytrcF3yMyQMpT3